# Rezerwat przyrody Dolina Żabnika
Dolina Żabnika – wodny rezerwat przyrody położony we wschodniej części Jaworzna w dzielnicy Ciężkowice. Zajmuje powierzchnię 47,99 ha (akt powołujący podawał 42,32 ha), obejmując całą dolinę potoku Żabnik. Wokół rezerwatu wyznaczono otulinę o powierzchni 214,03 ha. Obszar rezerwatu podlega ochronie czynnej.
Dolina Żabnika została objęta prawną ochroną już w 1991 roku na wniosek prezydenta Jaworzna. Później utworzono tutaj użytek ekologiczny, aż wreszcie w 1996 roku wojewoda katowicki uznała dolinę Żabnika za częściowy rezerwat przyrody.

Celem ochrony w rezerwacie jest zachowanie ze względów naukowych, dydaktycznych i krajobrazowych biocenoz wodnych oraz torfowisk niskich i przejściowych ze stanowiskami gatunków chronionych i rzadkich.

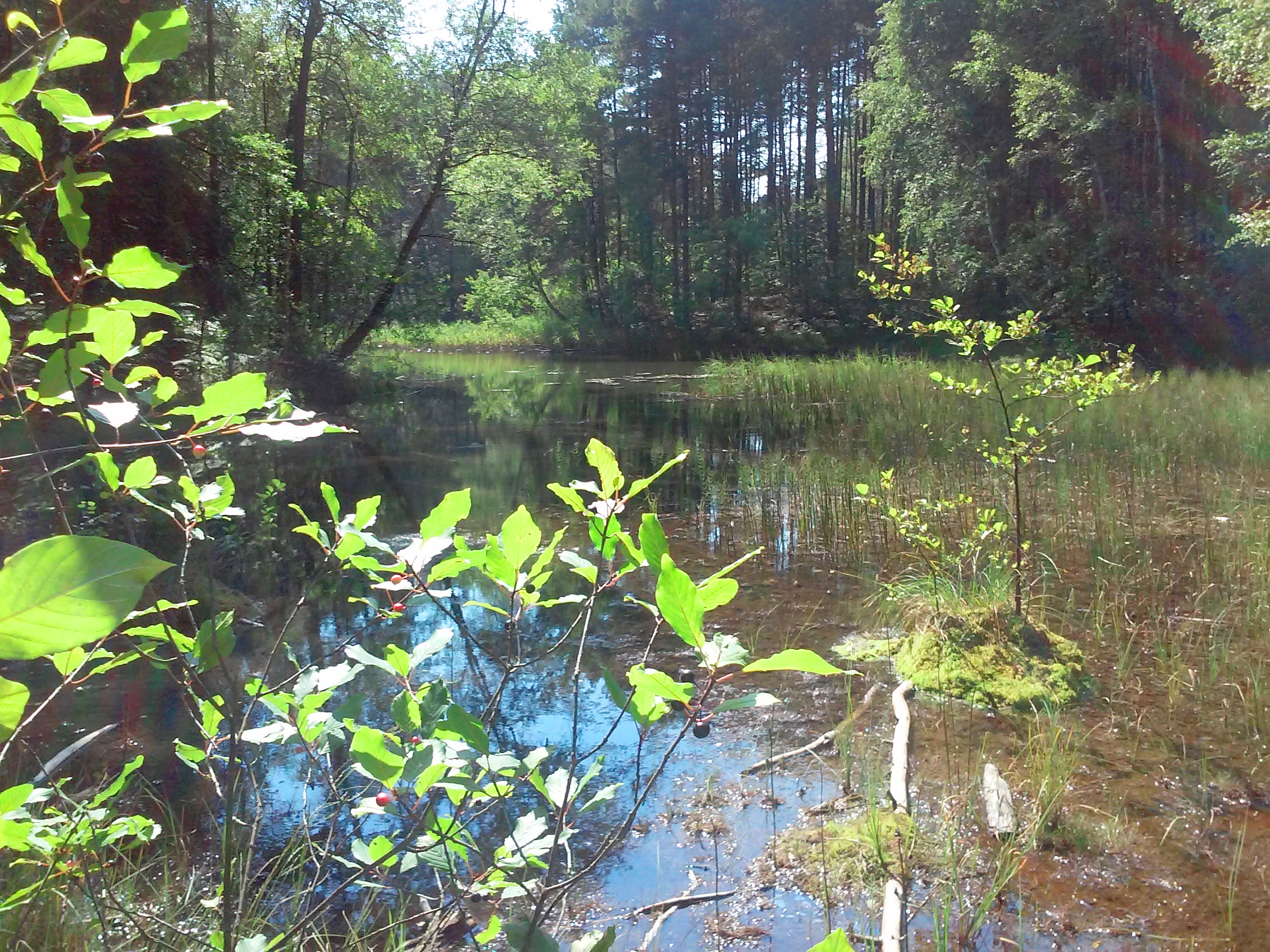
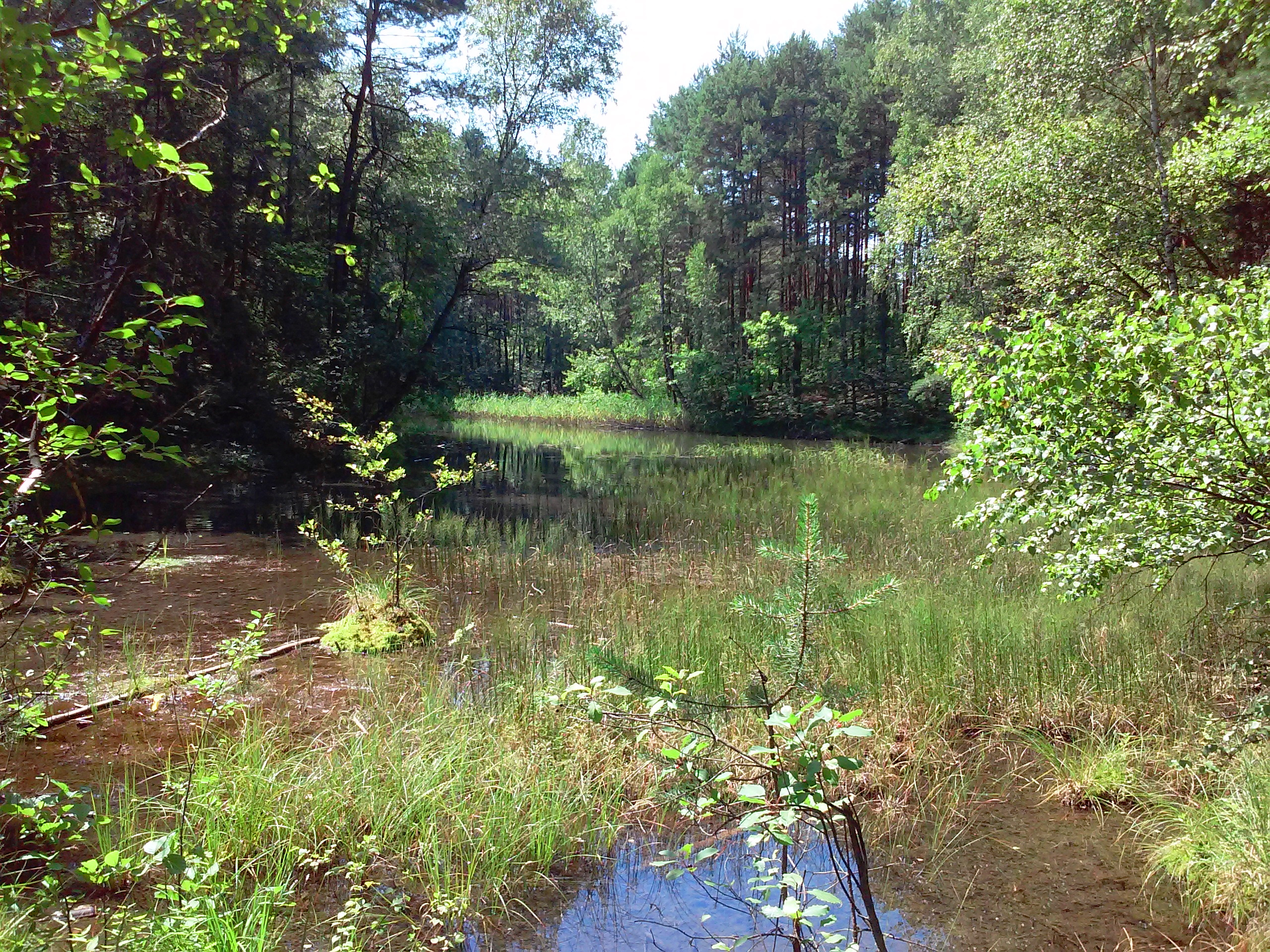
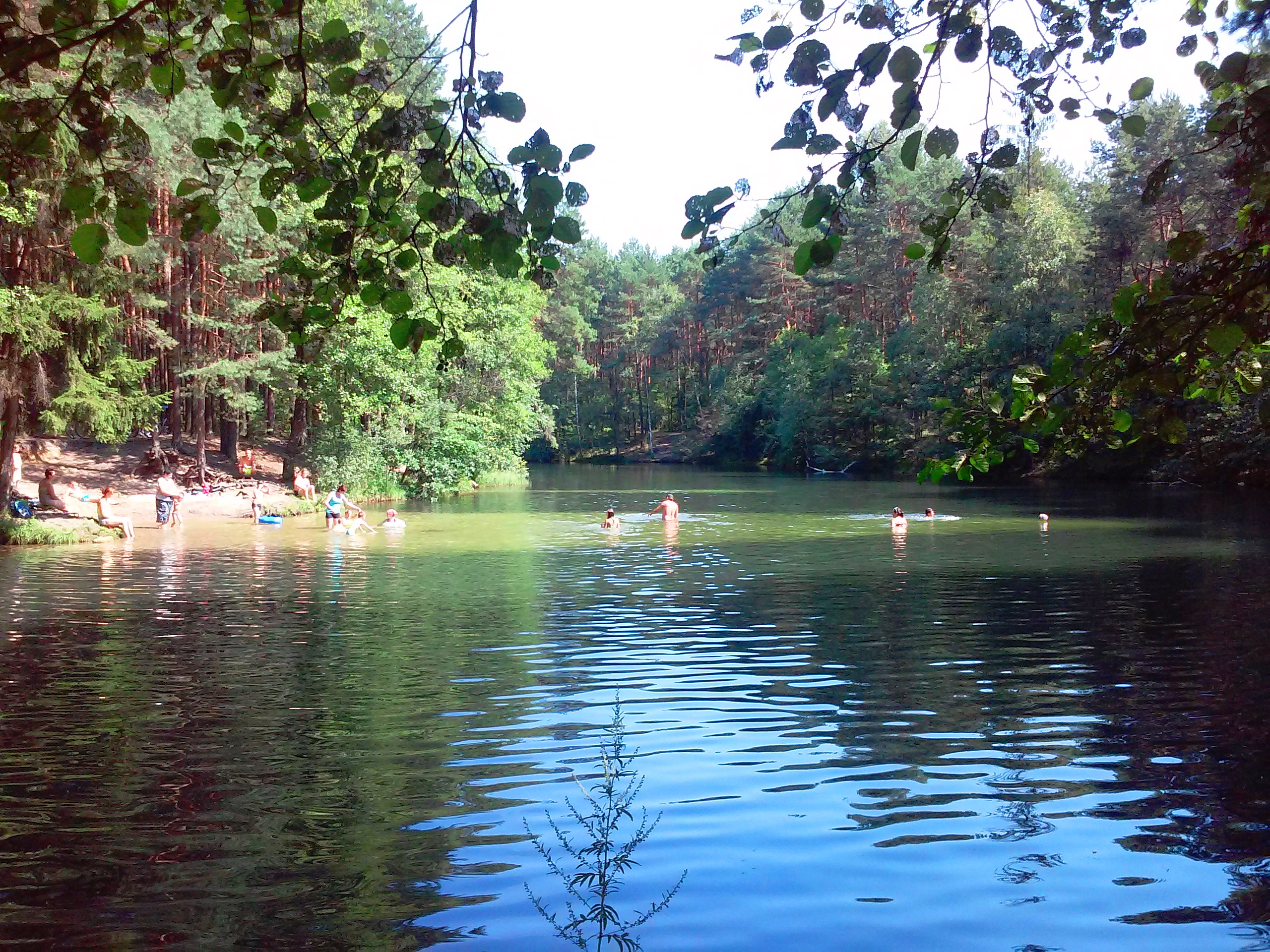

## Flora i fauna
W dolinie potoku występują rzadkie i zagrożone fitocenozy wodne, torfowiskowe i szuwarowe otoczone borami sosnowymi i mieszanymi. Na terenie rezerwatu stwierdzono występowanie 363 gatunków roślin naczyniowych oraz 105 gatunków mszaków. Wśród przedstawicieli flory 14 gatunków to gatunki górskie, 23 gatunki roślin są chronione prawnie, a 29 gatunków jest zagrożonych.
Z ciekawszych gatunków występują tu: pomocnik baldaszkowaty, omieg górski, rosiczka okrągłolistna, kruszczyk rdzawoczerwony, kruszczyk szerokolistny, kruszczyk błotny, goryczka wąskolistna, kosaciec syberyjski, listera jajowata, wyblin jednolistny, kosatka kielichowa, konwalia majowa, kruszyna pospolita, bagno zwyczajne, ciemiężyca zielona, wawrzynek wilczełyko, centuria pospolita, żurawina błotna, porzeczka czarna, kalina koralowa, tłustosz pospolity, pływacz drobny, ponikło igłowate.
Natomiast bogata i zróżnicowana fauna zawiera około 100 gatunków, z czego 44 są chronione prawnie. Z ciekawszych gatunków występują m.in.: śliz, strzebla potokowa oraz larwy chruścików i widelnic.
Takie nagromadzenie i różnorodność zarówno flory jak i fauny czynią z tego terenu obiekt nie tylko ciekawy, ale i unikatowy w skali województwa śląskiego.